# Frederick Thomas Trouton
Frederick Thomas Trouton (24 de novembro de 1863 – 21 de setembro de 1922) foi um físico irlandês.
Foi eleito membro da Royal Society em 1897.